# Manettia alba
Manettia alba är en måreväxtart som först beskrevs av Jean Baptiste Christophe Fusée Aublet, och fick sitt nu gällande namn av Herbert Fuller Wernham. Manettia alba ingår i släktet Manettia och familjen måreväxter. Inga underarter finns listade i Catalogue of Life.